# Securigera elegans
Securigera elegans är en ärtväxtart som först beskrevs av Pancic, och fick sitt nu gällande namn av Per Lassen. Securigera elegans ingår i släktet rosenkroniller, och familjen ärtväxter. Inga underarter finns listade i Catalogue of Life.